# Moskovski vokzal (Sint-Petersburg)

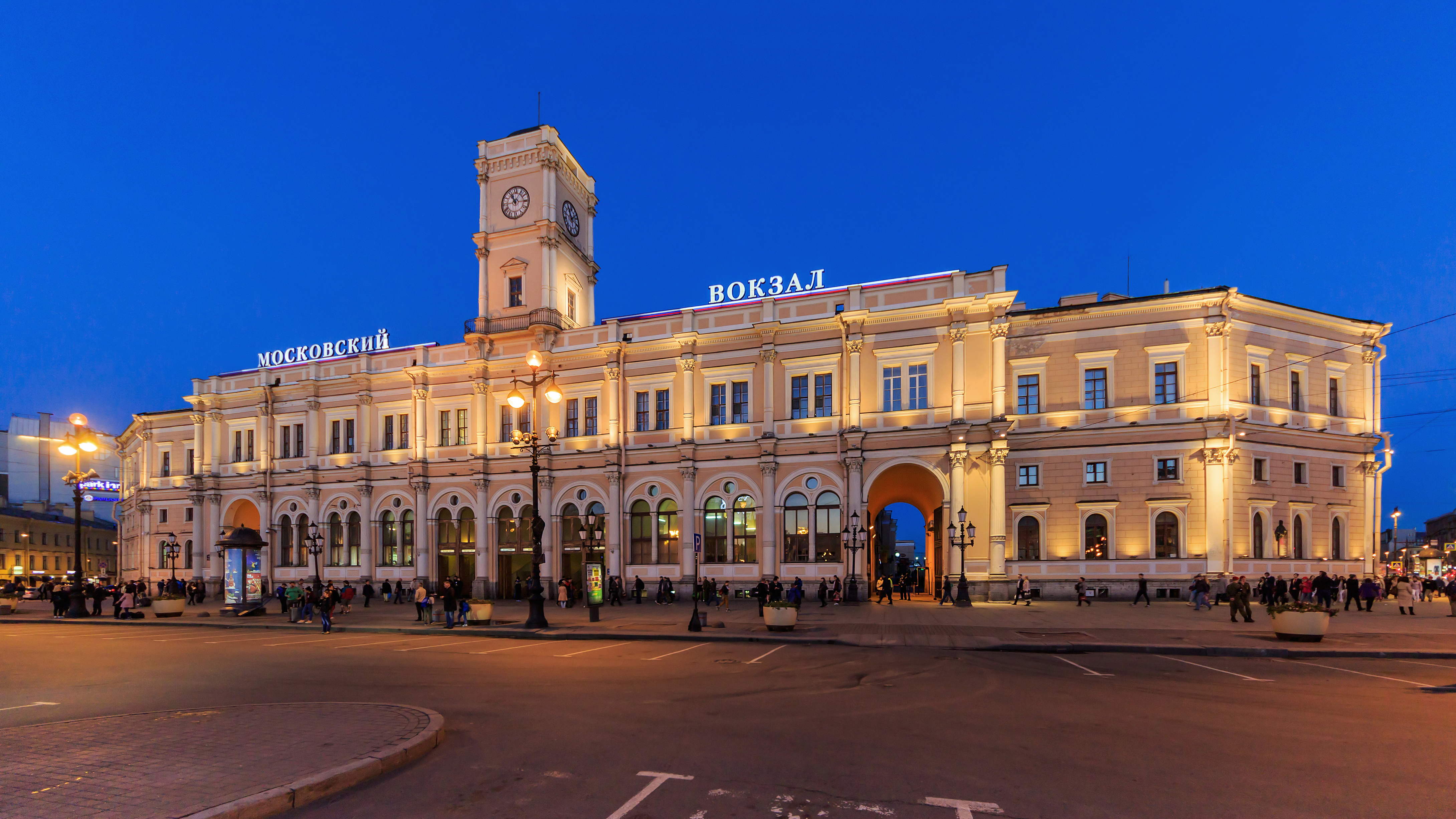
Gevel van het Moskovski vokzal

Het Moskovski vokzal (Russisch: Московский вокзал) ofwel Moskoustation is een van de vijf kopstations van Sint-Petersburg. Het station bevindt zich aan de Nevski Prospekt in het centrum van de stad.
Het station opende in 1851 onder de naam Nikolajevski vokzal (Nicolaasstation, naar tsaar Nicolaas I) en verrees naar een ontwerp van Konstantin Thon. Het gebouw vertoont een grote gelijkenis met het door dezelfde architect gebouwde Nikolajevski Vokzal in Moskou, het huidige Leningradstation. In 1924 kreeg het Moskovski vokzal zijn huidige naam. Het station werd tweemaal (1950-52 en 1967) verbouwd, maar de oorspronkelijke gevel is behouden gebleven.
Vanuit het Moskovski vokzal vertrekken treinen naar bestemmingen ten oosten en ten zuiden van Sint-Petersburg, waaronder naar Moskou, de naamgever van het station. Het Moskovski vokzal is verbonden met de metrostations Plosjtsjad Vosstanieja en Majakovskaja.
Baltiejski · Finljandski · Ladozjski · Moskovski · Vitebski